# Jessica Anderson
Jessica Margaret Queale Anderson (Gayndah, Queensland, 25 de setembro de 1916 — 9 de julho de 2010) foi uma romancista e escritora de contos australiana. 

## Vida
Mudou-se para Brisbane na década de 1920 e posteriormente para Sydney nos anos 30, tendo tido a primeira publicação no início dos anos 60. Inspirando-se na observação da vida normal, a escrita sóbria e precisa de Anderson lida com os substratos ocultos na vida familiar, especialmente das mulheres.
Tem vários romances publicados e os seus contos foram publicados em revistas como The Bulletin, Meanjin e Heat.
Morreu em Sydney, com 93 anos a 9 de julho de 2010.

## Prémios
- Miles Franklin Literary Award, 1978: "Tirra Lirra by the River"
- Miles Franklin Literary Award, 1980: "The Impersonators"
- New South Wales Premier's Literary Awards, Christina Stead Prize for Fiction, 1981: "The Impersonators"
- The Age Book of the Year Award: 1987: "Stories from the Warm Zone and Sydney Stories"

### Romances
- An Ordinary Lunacy (1963)
- The Last Man's Head" (1970)
- The Commandant (1975)
- Tirra Lirra By the River (1978)
- The Impersonators (1980)
- Taking Shelter (1989)
- One of the Wattle Birds (1994)

### Colecções de contos
- Stories from the Warm Zone and Sydney Stories (1987)